# مزرعه شادی (ورزقان)
مزرعه‌شادی یکی از روستاهای استان آذربایجان شرقی است که در دهستان سینا بخش مرکزی شهرستان ورزقان واقع شده‌است و از جمله مهمترین بخش این روستا معدن طلایش است که این روستا را بسیار مورد توجه قرار داده است . قدمت این روستا به زمان شاه اسماعیل صفوی می‌رسد که بیگ های زیادی به خود دیده است که از جمله این بیگها (میریش بیگ)بوده، بعدها (عبدالله بیگ) به روی کار آمد و برای مدتی این روستا با نام مزرعه عبدالله بیگ شناخته می‌شد ولی بعدا بدلیل طبیعت زیبا ودلنواز این روستا نام این روستا به نام (مزرعه شادی)تغییر یافت. 